# 臂飾鸚竺鯛
臂飾鸚竺鯛（學名：Ostorhinchus pselion），又稱臂飾天竺鯛，為輻鰭魚綱鈎頭魚目天竺鯛科鸚竺鯛屬的一個種。

## 分布
本魚分布於西印度洋區，包括埃及、以色列及沙烏地阿拉伯等海域。

## 深度
水深10至43公尺。

## 特徵
本魚體延長而側扁，眼大，口大略下位。魚體呈淡黃色，體中央有一條鑲銀色的橙色縱帶，從吻部延伸至尾柄處。尾柄有一鑲白邊黑色眼斑，尾鰭略凹入，體長可達4公分。

## 生態
本魚棲息於珊瑚礁或岩石區，白天躲藏洞穴中，夜間出來覓食，屬肉食性。繁殖期時，雄魚具有口孵習性，卵約7日化成仔魚，由雄魚吐出，具短暫的仔魚飄浮期。

## 經濟利用
不具任何經濟價值。